# Erik Johansson
Erik Berg z domu Johansson (ur. 30 grudnia 1988) – szwedzki piłkarz, grający na pozycji obrońcy.

## Kariera klubowa
Profesjonalną karierę rozpoczął w klubie Falkenbergs FF, grającym wówczas w drugiej lidze szwedzkiej. 1 września 2011 został przedstawiony jako zawodnik GAIS. W sezonie 2012 został uznany za najlepszego zawodnika drużyny, GAIS spadł jednak do drugiej ligi. W grudniu 2012 podpisał czteroletni kontrakt z Malmö FF. W 2015 roku grał w KAA Gent, w 2016 przeszedł do FC København, a w 2018 – do szwedzkiego klubu Djurgårdens IF.

## Kariera reprezentacyjna
W reprezentacji Szwecji zadebiutował 21 stycznia 2014 roku w towarzyskim meczu przeciwko Islandii. Na boisku przebywał przez pełne 90 minut.

## Sukcesy
Malmö FF
- Mistrzostwo Szwecji: 2013

## Życie prywatne
Erik ożenił się z prezenterką telewizyjną, Cariną Berg. Po ślubie przyjął jej nazwisko.